# Wikström (släkt)
Wikström är en släkt som haft stort inflytande på näringslivet inom framför allt Nordmalings kommun. 
Den förste kände medlemmen av släkten var Per Wikström (1782–1859), som föddes i Medstugan i Åre kommun i Jämtland. Han var son till fjällbonden och kronotorparen Jon Estensson och hans hustru Maria Nilsdotter. Pehr Wikström började tidigt med köpenskap och handlade snart med både gårdar och skogar. År 1810 fick han burskap som handlande i Östersund och gifte sig därefter med bruksinspektorn E. A. Sparrmans dotter Katarina Magdalena. Efter att ha skaffat fram virke för att bygga broar och tunnlar längs vägen till Norge belönades Pehr Wikström med titeln ekonomidirektör av landshövdingen. Han köpte därefter Ljusnedals bruk, som drivits av hans morbror Zackris Wiklund men inte varit i drift under några år. Efter tio år sålde Pehr Wikström åter detta bruk. Tillsammans med Katarina Magdalena fick Pehr Wikström 13 barn, varav nio uppnådde vuxen ålder. Han utnämndes 1839 till ridare av Vasaorden.
Per Wikström fick en rad barn som förde släkten vidare. Sonen Erik Johan Wikström (1812–1852) blev löjtnant och hans son Per Olof Oswald Wikström borgmästare i Söderhamn. Sonen Carl Axel Wikström (1814–1855) blev färgerifabrikör. Sonen Zacharias Wikström (1819–1889) blev apotekare (Apoteket Gripen) och sedermera företagare och grundare av Sveriges första konservfabrik 1869. Sonen Claes Wikström (1830–1915) grosshandlare och innehavare av Strömsvik med Heby nya tegelbruk.
Sonen Nils Wikström (1813–1883) övertog faderns handelsrörelse, flyttade till Sundsvall och blev innehavare av Mons sågverk.
En yngre son, Pehr Wikström J:r (1817–1880), flyttade till Stockholm och började handla med varor till och från Norrland. År 1836 startade han firman P. Wikström J:or och 1841 fick han burskap som grosshandlare. Genom firman såldes mjöl, textil- och kolonialvaror samt brännvin till handlare i Norrland, vilka i sin tur försålde tjära, lax, smör och skinn som köpts upp av lokalbefolkningen. Affärerna gick bra och Pehr Wikström J:r förfogade så småningom över ett stort kapital. Detta använde han i början av 1860-talet för att bli den störste ägaren i Nordmalings Ångsågs AB, som anlade en ångsåg i Rundvik i Nordmalings kommun. År 1870 utnämndes han till riddare av Kungliga Nordstjärneorden. När Svenska Handelsbanken bildades 1871 tog Pehr Wikström J:r plats i dess styrelse.
Pehr Wikström J:r överlät såväl firman P. Wikström J:or som aktierna i Nordmalings ångsågs AB till sönerna Pehr Magnus (P.M.) Wikström (1852–1911) och Carl Wikström (1851–1920). Omkring sekelskiftet 1900 var firman en av Sveriges största trävaruexportörer, såväl från egna sågar som från andras. Under en kort period i början av 1900-talet var bröderna också innehavare av Sandviks Ångsågs AB. I verket Svenska millionärer (1900) beskrevs bröderna som två av Sveriges rikaste män. År 1877 gick P.M. Wikström in i styrelsen för bransch- och exportorganisationen Svenska Trävaruexportföreningen och blev 1901 dess ordförande. Denna position innehade han fram till 1910, några månader innan han avled. Firman övertogs därefter av sonen med samma namn. Pehr Wikström var även far till Anna Wikström.
Carl Wikström (1884–1962) startade tillverkning av masonit i Rundvik och ingick i kretsen kring Jacob Wallenberg. Carl Wikström var far till Barbro (1918–2007), Per (1921–2007) och Carl (1923–2004).
Barbro Wikström, gift Westerberg (1918–2007), var en stor bidragsgivare till stiftelsen Olofsfors bruksmuseum. 
Per Wikström (1921–2007) övertog ledningen i firman P. Wikström J:or 1962 och gick även in i styrelsen för Nordmalings ångsågs AB. Efter att verksamheten i firman länge bedrivits som handelsbolag ombildades den 1974 till aktiebolag, till 60 % ägt av Masonite AB och till 40 % ägt av Rockhammars bruk. Bolaget blev 1979 helägt av Masonite AB under namnet Masonite Wikström AB. Familjen sålde sedan Masonite AB 1982, varefter Wikströms kontor ombildades till att bli grossist för Stockholmsregionen. I samband med detta köpte Per Wikström också Olofsfors AB, ett företag som tidigare ingått i familjeföretaget. Olofsfors AB övertogs senare av sönerna Anders Wikström (1959–) och Carl Wikström (1955–). År 1997 inrättades Per och Eivor Wikströms Stiftelse för att stödja vetenskaplig undervisning och forskning vid Handelshögskolan i Umeå, särskilt med inriktning mot fransktalande länder. Per Wikström blev 2001 hedersdoktor vid samhällsvetenskapliga fakulteten vid Umeå universitet.
Carl Wikström (1923–2004) började som anställd inom familjeföretaget men satsade därefter på egen verksamhet med masonitprodukter till hem och butiksinredningar. Efter försäljningen av Masonite AB avsatte han 10 miljoner till Carl Wikströms stiftelse som har två huvudsyften. Det första är att stödja vetenskaplig forskning och undervisning som främjar näringslivet. Det andra är att främja musiklivet inom Nordmalings kommun, vilket bland annat har skett genom bidrag till kommunala musikskolan samt till den barockmusikfestival som anordnades i Nordmaling 1987–2003.
Företaget P. Wikström J:r AB ingår idag i Olofsforskoncernen.